# Dossingen
Dossingen (schwäbisch: „Dossig“) ist ein Teilort von Dorfmerkingen, einem Stadtteil von Neresheim.

## Lage und Verkehrsanbindung
Dossingen liegt nordwestlich des Stadtkerns von Neresheim und südlich des Stadtteils Dorfmerkingen und ist mit der Kreisstraße K 3299 an den Verkehr angebunden.
Der Weiler liegt auf einer Hochfläche der Schwäbischen Alb, dem Härtsfeld. Außerdem liegt es im Dossinger Tal, das nach dem Ort benannt wurde.

## Geschichte

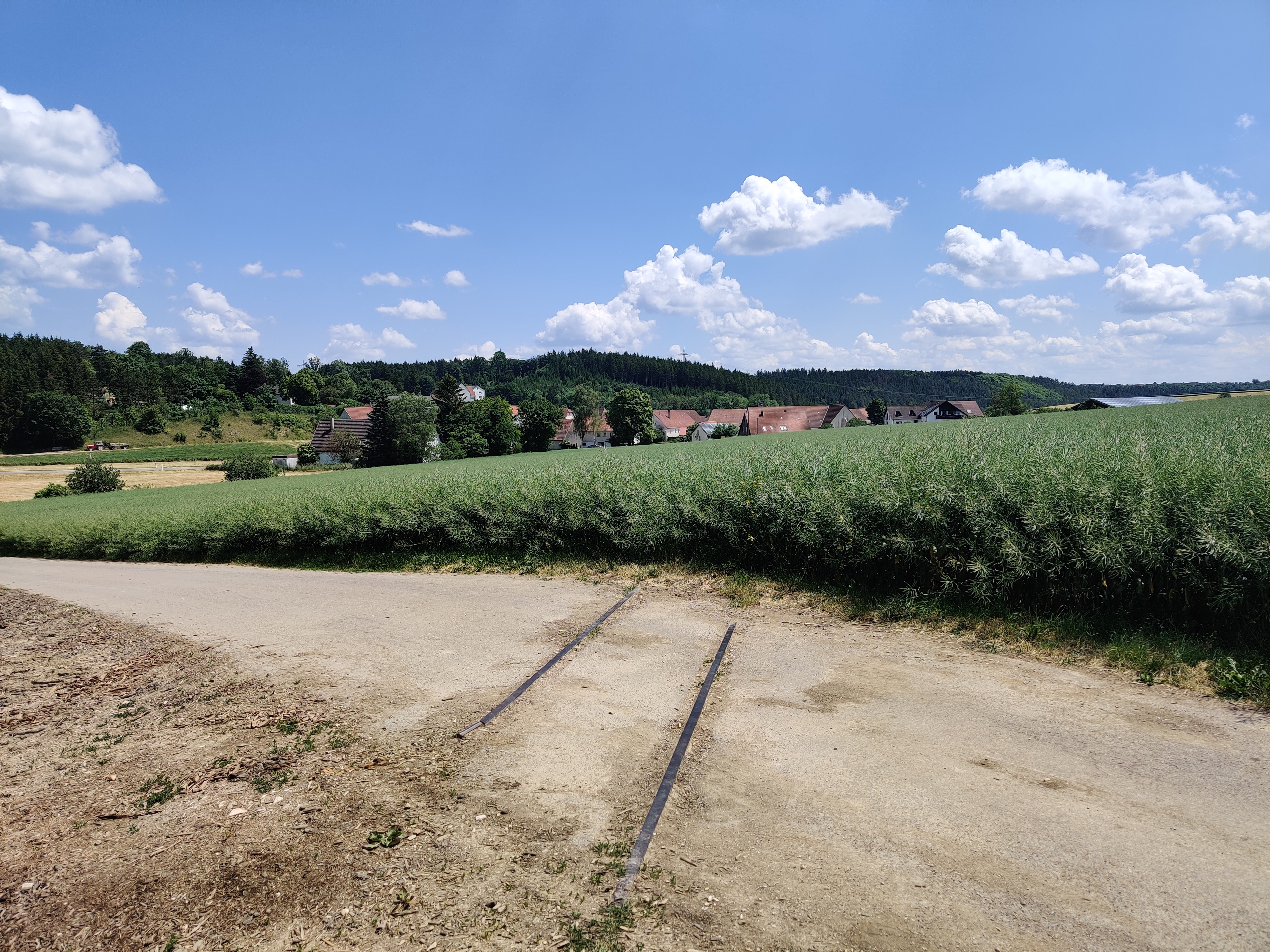
Originale Gleisreste der Härtsfeldbahn nordwestlich von Dossingen

Dossingen wurde im 8. Jahrhundert als Toscingen als Besitz des Klosters Fulda erwähnt. Damit ist Dossingen der am frühesten erwähnte Ortsteil von Neresheim. Der Name bezieht sich wahrscheinlich auf einen alemannischen Sippenführer namens Tozzo. Später gehörte eine Hälfte des Ortes dem Kloster Neresheim, die andere Hälfte gehörte über das Amt Hohenlohe zum Kloster Lorch und kam 1471 an das Deutschordensschloss Kapfenburg.
In den 1960er Jahren wurden aufgrund der Hochwassergefahr in Dossingen die Hochwasserrückhaltebecken HRB Dorfmerkinger Tal und HRB Nördlinger Tal angelegt.
Von 1901 bis 1972 war Dossingen mit der Härtsfeldbahn an das Bahnnetz angebunden.

## Kapelle

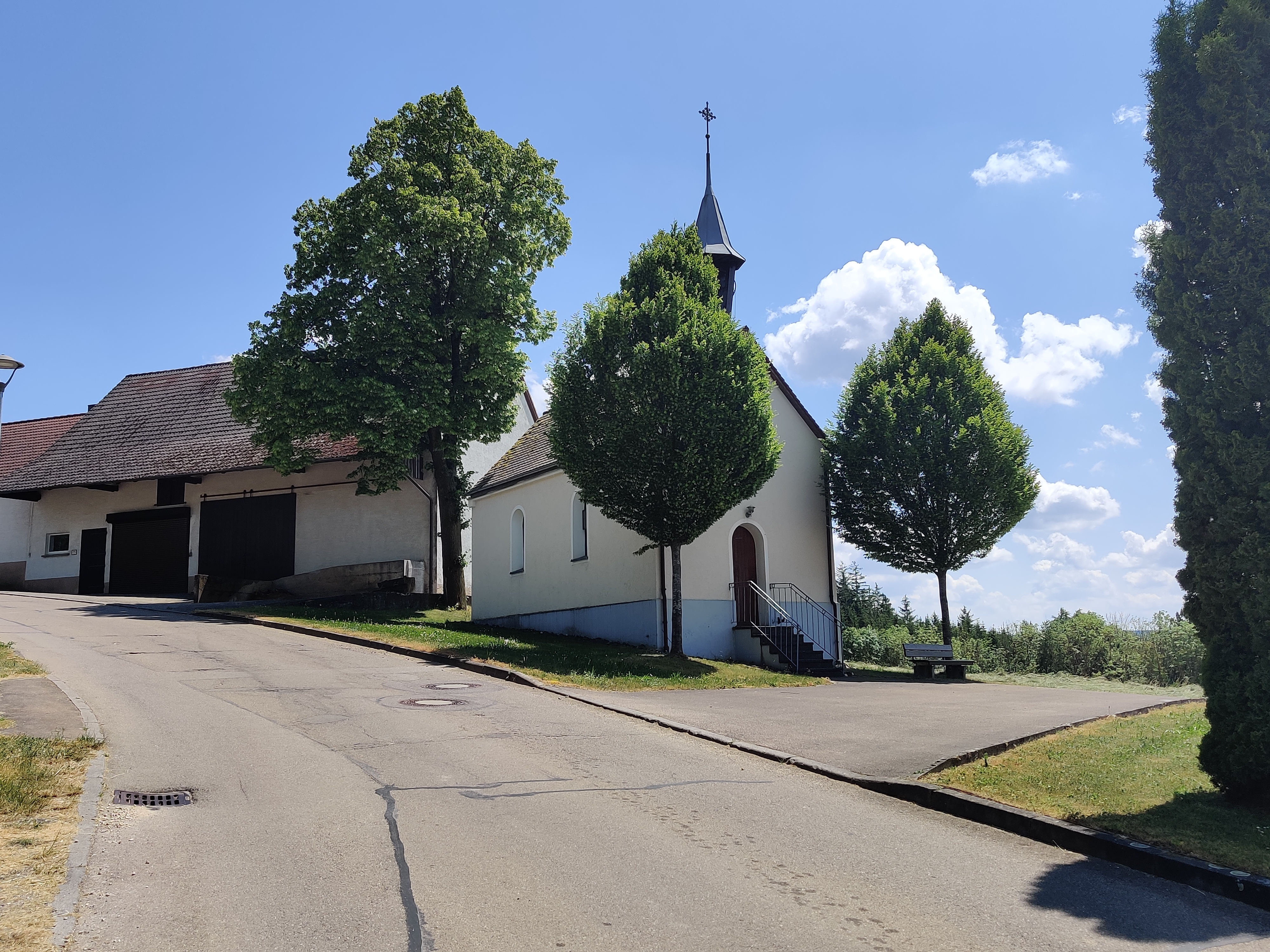
Kapelle

Im Ort steht eine 1899 erbaute Kapelle „Heilige Familie“.